# Leucanitis dispar
Leucanitis dispar är en fjärilsart som beskrevs av Köhler 1979. Leucanitis dispar ingår i släktet Leucanitis och familjen nattflyn. Inga underarter finns listade i Catalogue of Life.